# Joseph Bettannier
Joseph Bettannier (* 27. April 1817 in Metz; † 4. März 1882 in Lilas) war ein französischer Zeichner und Lithograf.

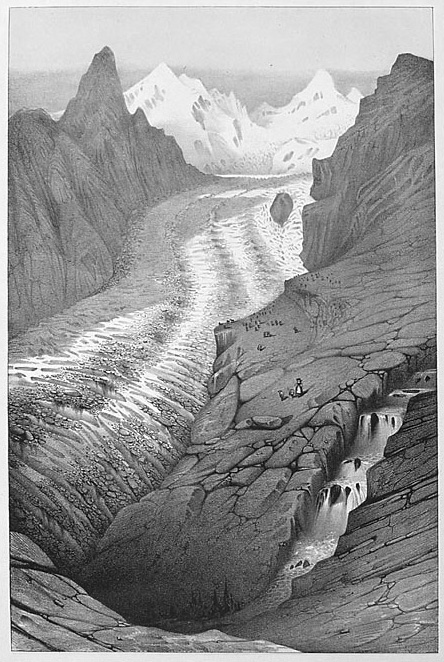
«Glacier de Zermatt"», in: Louis Agassiz: Études sur Les Glaciers, 1840

## Leben
Joseph Bettannier stammte aus der französischen Stadt Metz und lernte den zeitweise in Paris tätigen Schweizer Geologen und Paläontologen Louis Agassiz kennen. Er begleitete diesen auf Forschungsreisen in den Alpen und stellte in dessen Auftrag Zeichnungen von Gletscherlandschaften in den Kantonen Wallis und Bern her, die als Lithografien in Agassiz’ glaziologischem Werk Études sur Les Glaciers veröffentlicht wurden. Mit diesem für die Entwicklung der Eiszeittheorie bedeutenden Band wurden die Abbildungen von Joseph Bettannier allgemein bekannt.
Nach Frankreich zurückgekehrt gründete Joseph Bettannier zusammen mit seinem Bruder Édouard Bettannier das Atelier für Kunstlithografie Bettannier frères. Das Geschäft produzierte Kunstdrucke für verschiedene Verleger. Darunter sind Darstellungen von Personen so wie ein Abbild von Napoleon III. und Stadtansichten. Um 1870 lebte Bettannier in Boulogne-Billancourt. Seine Geschäftstätigkeit als Lithograf betrieb er bis in die späten 1870er Jahre. 1882 starb er in der Gemeinde Les Lilas, einem Vorort von Paris.

## Werke

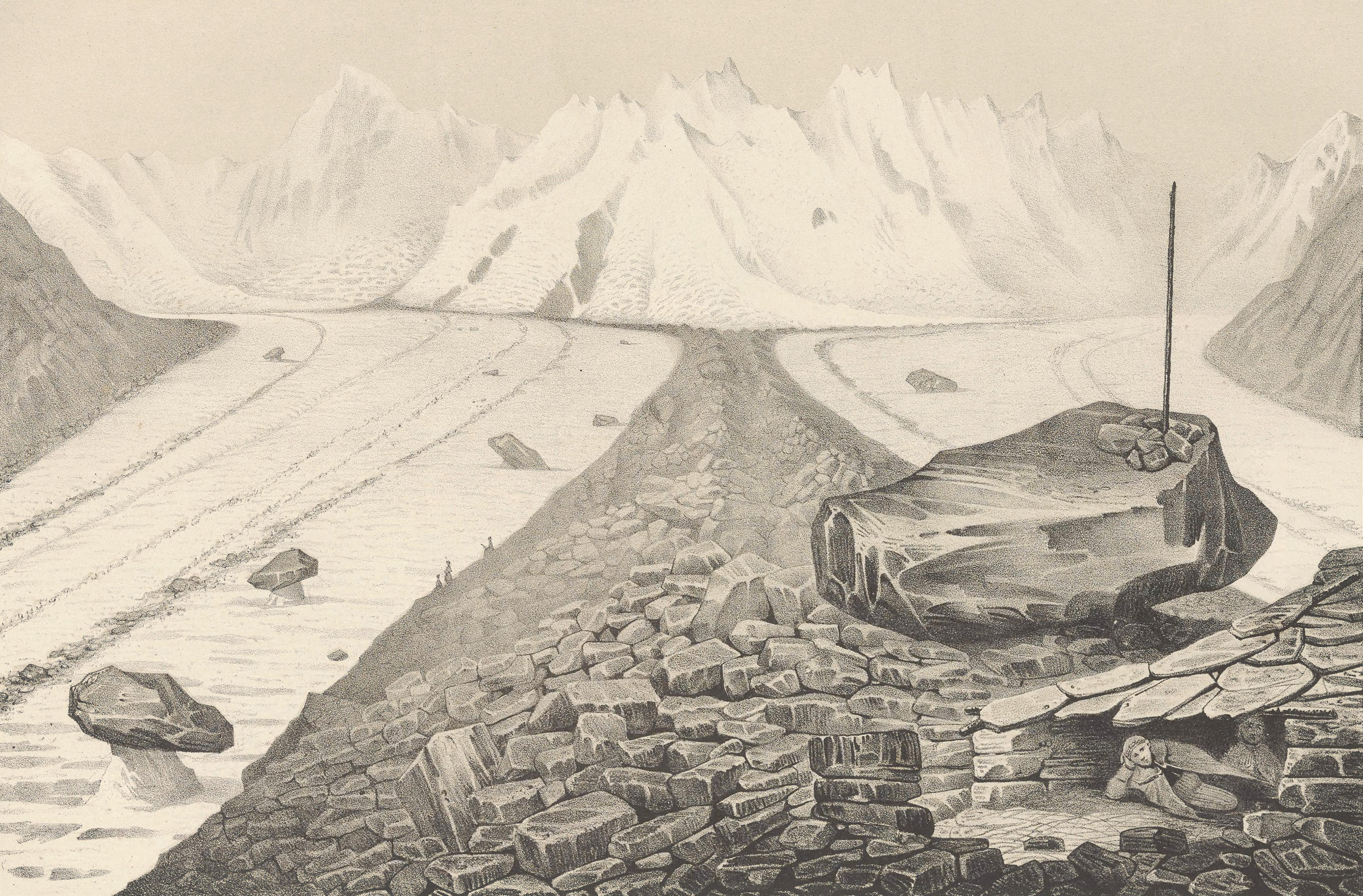
«Glacier inférieur de l’Aar» (Unteraargletscher). In: Louis Agassiz: Études sur les glaciers, 1840
«Closerie des lilas», Farblithografie von Joseph Bettannier nach einer Vorlage von Charles Vernier
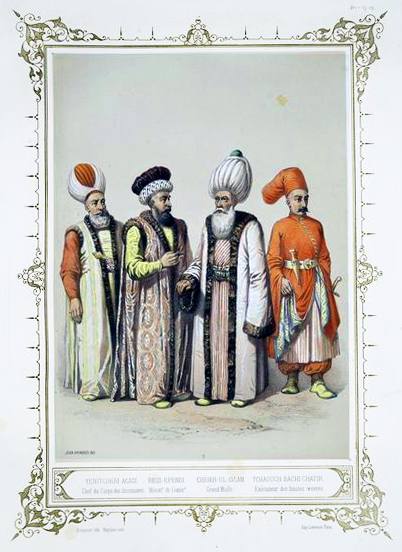
«Yeniçeri Ağası. Reis Efendi. Şeyhülislam. Çavuşbaşı Şatırı» (Türkische Würdenträger), Farblithografhie, um 1850
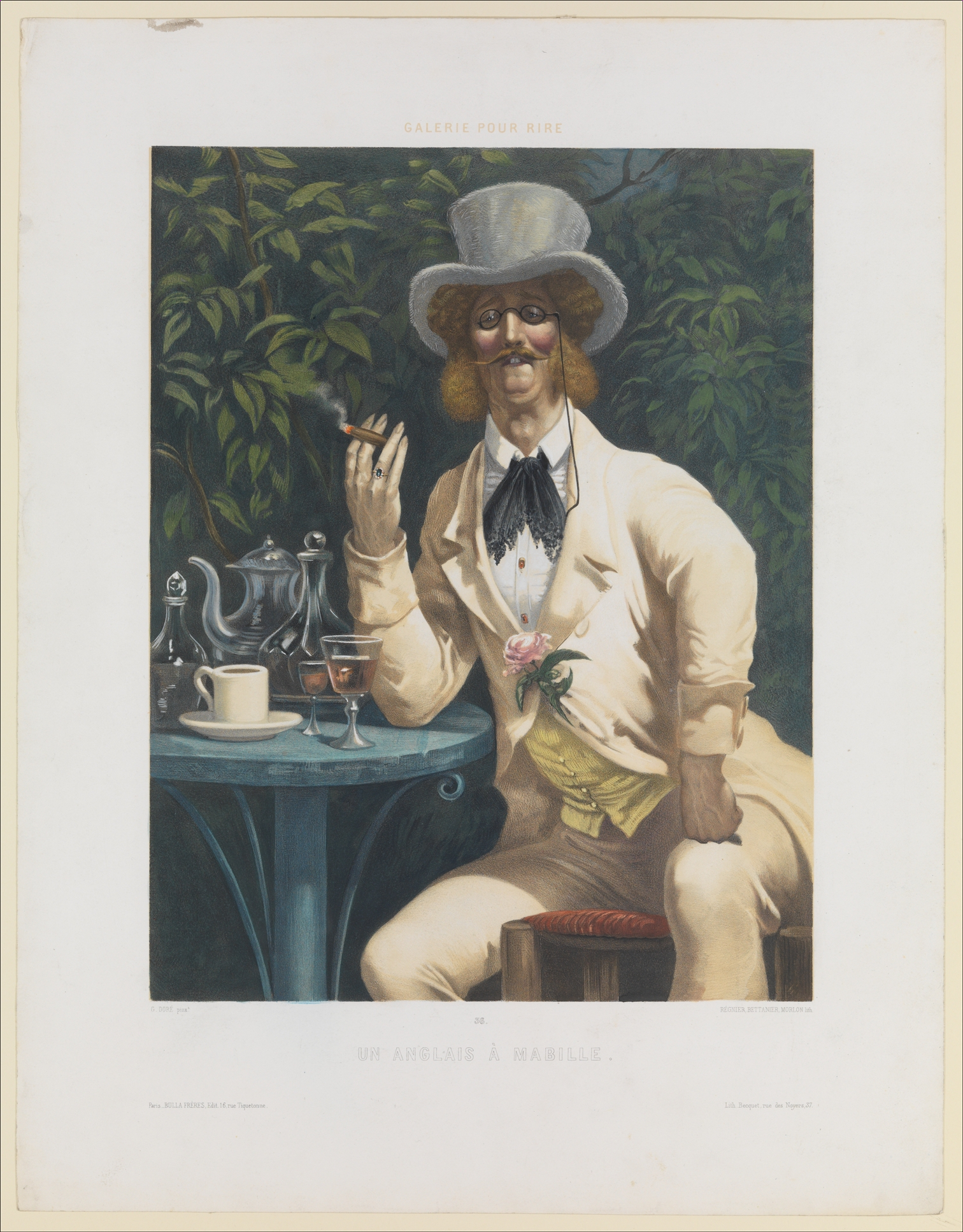
«Un Anglais à Mabille», Farblithografie nach Gustave Doré, Metropolitan Museum of Art